# Rouchovany

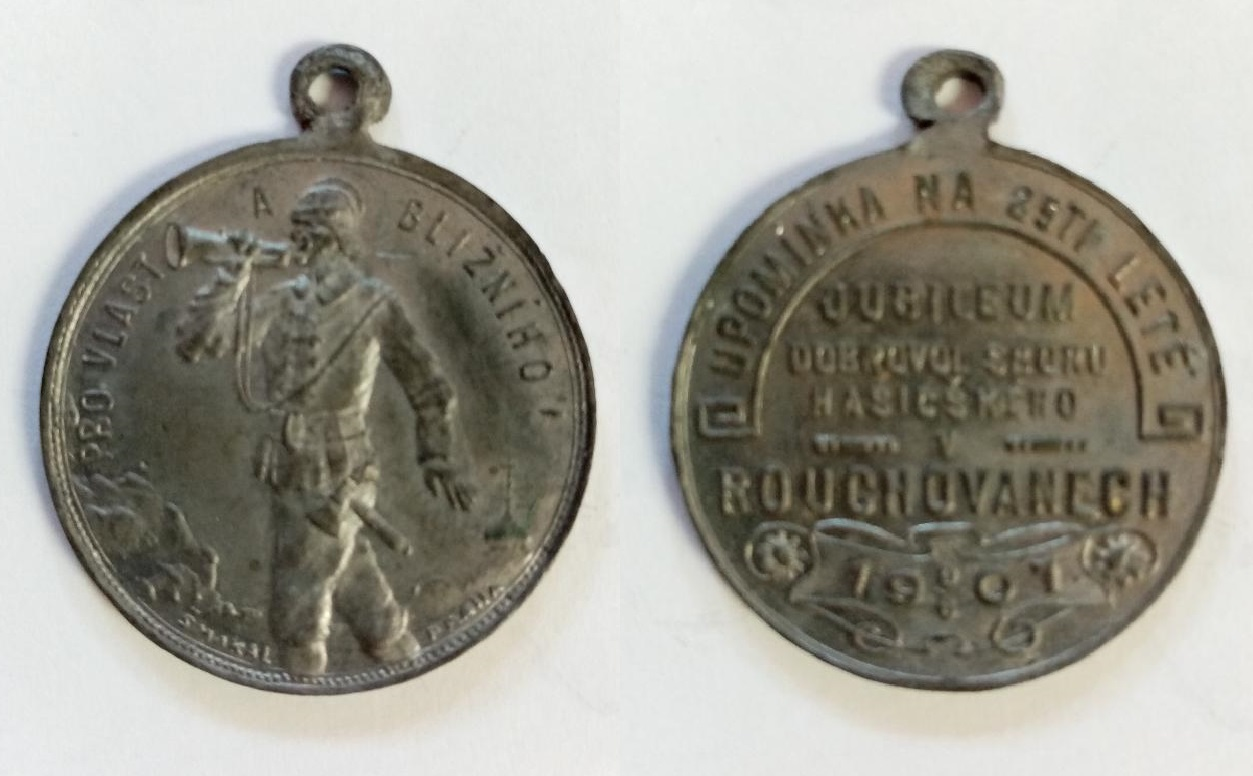
Upomínka na 25leté jubileum dobrovolného sboru hasičského v ROUCHOVANECH. Autorem cínové medaile (30 mm, 10,42 g) z roku 1907 je Václav Karel Šmakal

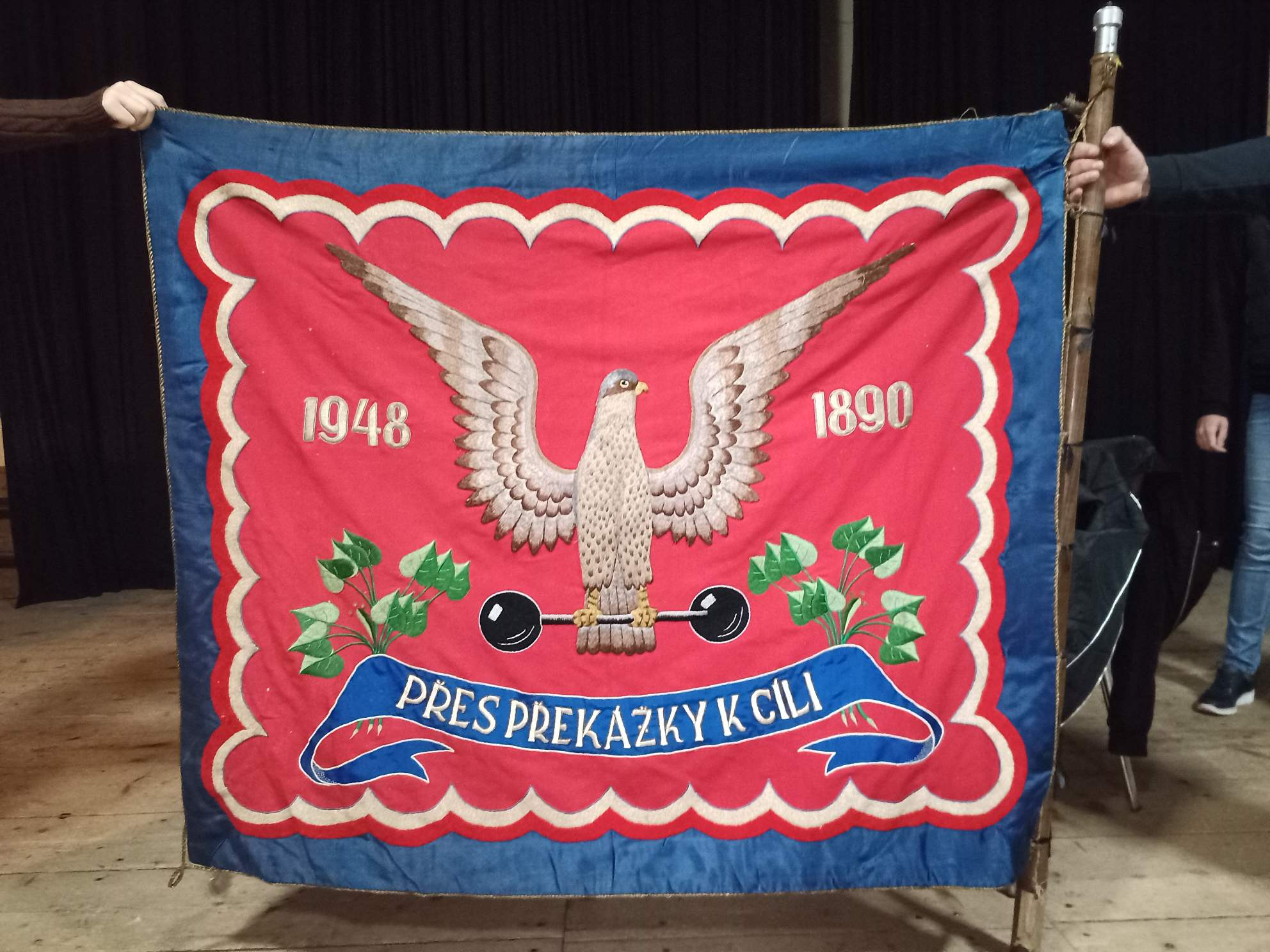
Sokolský prapor z roku 1948

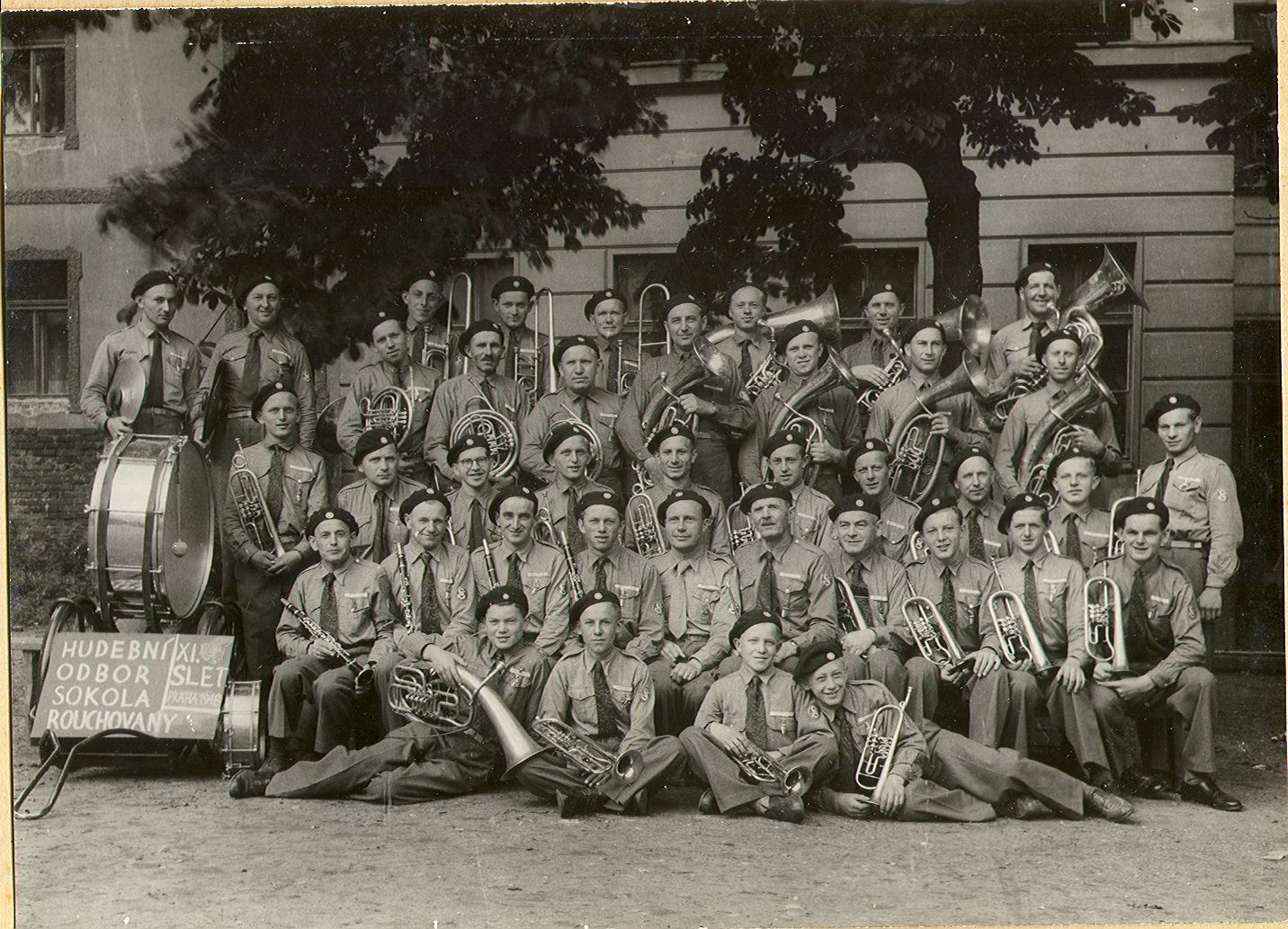
kapela Sokola Rouchovany, XI. slet Praha 1948

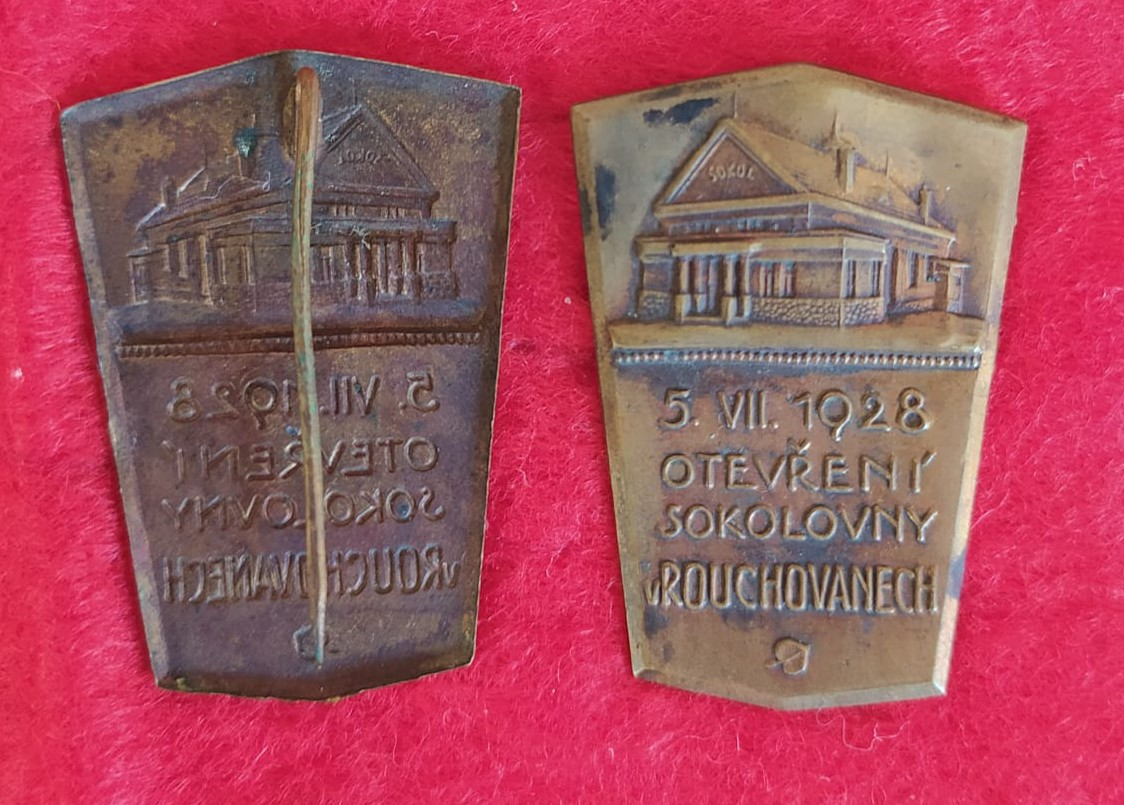
Odznak k otevření sokolovny

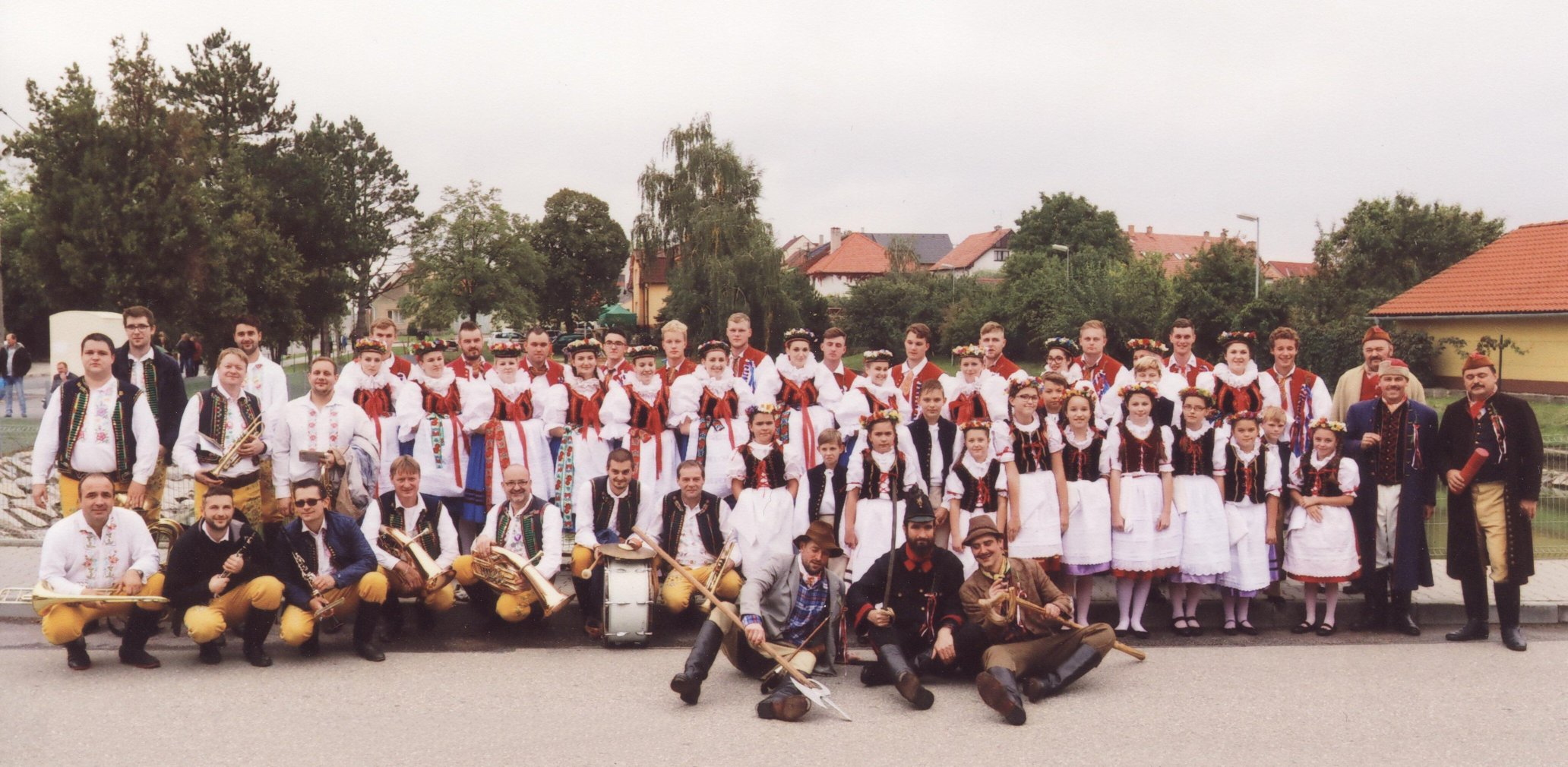
Hody 2017: dvanáct párů stárků se stárkovéma, soubor Rouchováček a kapela Túfaranka ze Šakvic

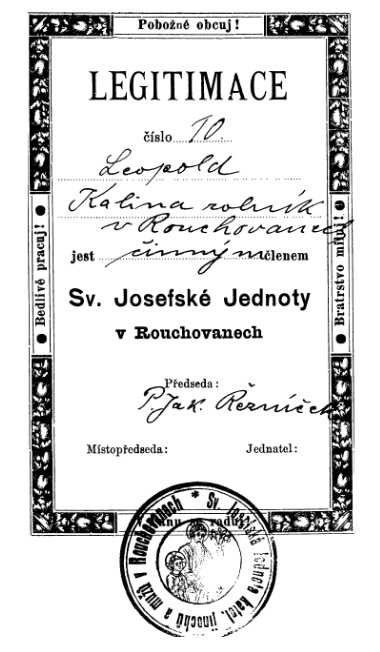
Pobožně obcuj, bedlivě pracuj, bratrstvo miluj, v Pánu se raduj!

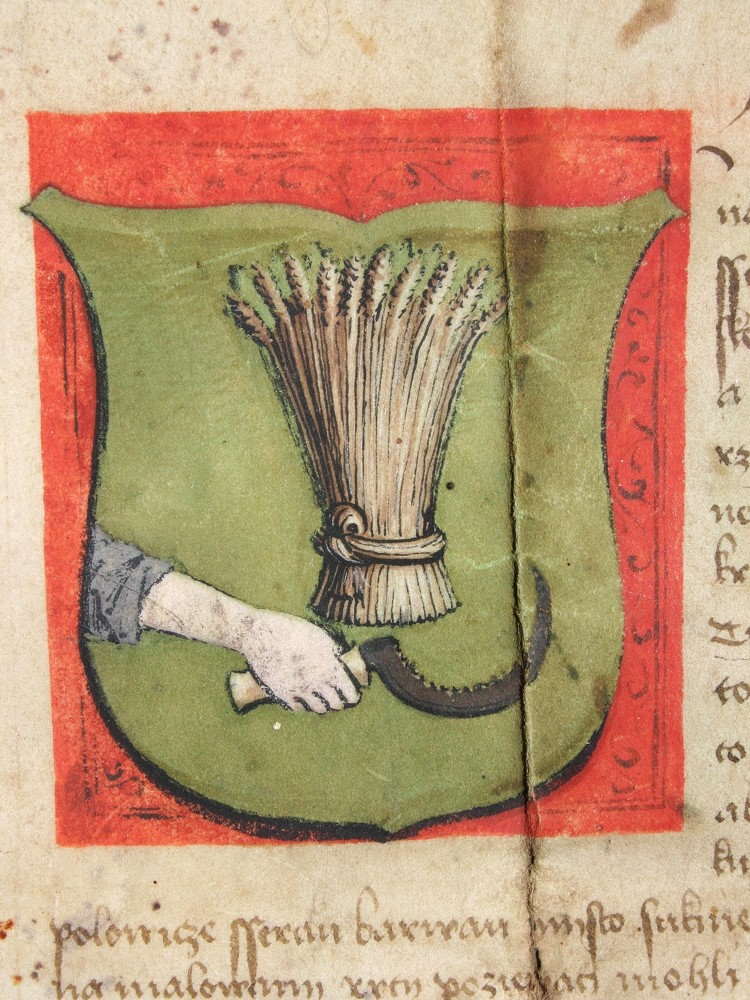
Historický znak Rouchovan. Král Matyáš Korvín jej městečku udělil privilegiem ze 4. října 1486 vydaným ve Vyškově

Obec Rouchovany (Ruchov, Rohowan, Rochowann, Rouchovany, Ruchowan) se nachází v okrese Třebíč v kraji Vysočina. Žije zde přibližně 1 200 obyvatel.
Obcí prochází silnice druhé třídy II/396, obcí také prochází cyklistická trasa 401. Na části katastru obce stojí Jaderná elektrárna Dukovany. Obcí protéká řeka Rouchovanka. V blízkém okolí se nachází archeologická lokalita Mstěnice nebo hrady Rabštejn, Templštejn, Holoubek.
Sousedními obcemi sídla jsou Horní Kounice, Rešice, Tavíkovice, Dukovany, Hrotovice, Litovany, Slavětice a Přešovice.

## Název
Na vesnici bylo přeneseno původní pojmenování jejích obyvatel Rúchované – "lidé z Rúchova nebo Rúchovic". Jednalo se tedy o přesídlence z jiné osady toho jména (jejím pozůstatkem zřejmě je samota Rouchovice u nedalekých Litovan). Jméno Rúchov/Rúchovice bylo odvozeno patrně od osobního jména Rúch, domácké podoby jména Rudolf, případně (v případě Rúchovic) od osobního jména Rúcho totožného s obecným rúcho – "roucho". Místní jméno znamenalo buď "Rúchův majetek" (Rúchov) nebo "Rúchovi lidé" (Rúchovice, ve starším tvaru Rúchovici).

## Geografie
Ze severu na jih přes území obce prochází silnice II/399 z Třebíče a z křižovatky se silnicí II/152 do části obce Šemíkovice a do Tavíkovic, ze zastavěného území obce na východ vychází pak silnice II/396 do Rešic. Ze západu na východ pak přes území obce prochází silnice z Přešovic k Jaderné elektrárně Dukovany a k silnici II/152. Ze silnice II/399 na severním okraji území obce vychází východně užitková silnice do Slavětic, na severním okraji zastavěného území obce vychází západně silnice k samotě Nové Dvory. Severně ze zastavěného území obce pak vychází silnice k areálu JZD. Jižně ze spojky mezi Rouchovany a Přešovicemi vychází užitkové silnice do Přešovic a ke koupališti u rybníka Stejskal. Na západním okraji území obce vede do areálu JEDU železniční vlečka. Přes území obce prochází cyklostezka 401, dále pak i Energetická cyklostezka. Přes severní část území obce prochází zelená turistická stezka a podél jižní hranice území obce prochází žlutá turistická stezka. Ze zastavěného území obce podél Boříkovského potoka prochází naučná stezka K rybníku Stejskal.
Velká část území obce je využívána zemědělsky, zvláště severní a západní část území obce je zemědělsky využívána, jižní část okolo části obce Šemíkovice je také využívána zemědělsky. Na severním okraji území obce se nachází několik izolovaných lesů, další lesní povrch se nachází v blízkosti rybníka Stejskal. Zalesněné je i údolí řeky Rouchovanky a Rokytné a výrazně zalesněná je jižní část území obce až k hranici území obce. Na severním okraji zastavěného území obce se nachází velký areál JZD, na východním okraji zastavěného území obce se nachází průmyslový areál a fotovoltaická elektrárna. Na západním okraji území obce se nachází na území obce i část areálu Jaderné elektrárny Dukovany. Jižní část území obce je památkově chráněna, je součástí Přírodního parku Rokytná, součástí jsou i dvě chráněná území.
Část východní hranice území obce je tvořena potokem Olešná, ten přijímá vody z nepojmenovaného přítoku, který pramení na severním okraji území obce, potok Olešná pak protéká nádrží Rouchovany, kam ústí Lipňanský potok a Olešná pak tvoří další část hranice, posléze protéká přes území obce směrem na jih a asi po 10 km ústí u Tulešic do Rokytné. Jižně od bývalých Heřmanic a areálu JEDU na západním okraji území obce pramení Heřmanický potok, který pak teče jižně a po asi 500 metrech ústí do potoka Olešná. Na severním okraji zastavěného území obce pramení nepojmenovaný přítok Rouchovanky. Rouchovanka pramení asi 15 km severozápadně u Lipníka, posléze ještě jako Mocla protéká okolo Hrotovic a následně už jako Rouchovanka protéká kolem bývalých Mstěnic a Mstinského rybníka přes zastavěné území obce, kde tvoří náhon Pachrova mlýna s několika rybníčky. Dále teče hlubokým údolím východně okolo Soukupova mlýna, Texlova mlýna a Šabatova mlýna, následně tvoří část západní hranice území obce a na jihovýchodním okraji území obce ústí do Rokytné. Přes území obce teče i Boříkovský potok, který pramení těsně za západní hranicí území obce u Boříkovského dvora a následně teče západně a protéká přes rybník Stejskal, stáčí se severně, protéká mělkým údolím a vlévá se do Rouchovanky. V části obce Šemíkovice pramení Šemíkovický potok, ten pak teče severně a po několika stovkách metrů ústí do Rouchovanky. V lese na západním okraji území obce se nachází rybník V rybníčkách, který je zároveň prameništěm Mlýnského potoka, který vytéká západně a na jihozápadním okraji území obce ústí do Rokytné. Velkou část jižní hranice území obce tvoří řeka Rokytná a její hluboké údolí, do Rokytné se z území obce vlévá několik nepojmenovaných potoků, Rokytná pak teče dál na východ a po asi 30 km ústí v Ivančicích do Jihlavy.
Území obce je poměrně členité, údolí Rouchovanky dosahuje asi 320 metrů nad mořem, údolí Rokytné dosahuje asi 300 metrů nad mořem, obě tyto údolí jsou hluboké a často s prudkými svahy, místy i skalnatými. Na severním okraji území obce pak leží nepojmenovaný vrchol s kótou 391 metrů nad mořem, jižně od zastavěného území obce se nachází kopec s kótou 406 metrů, nad údolím Rokytné na jihozápadním okraji území obce se nachází kopec Cibuluška, který dosahuje výšky 418 metrů nad mořem. V údolí Rouchovanky se nachází několik skalních útvarů a v údolí Rokytné se nachází i známý lezecký skalní útvar Výrova skála, ta je součástí přírodní rezervace Výrova skála. 
Zastavěné území obce se nachází téměř uprostřed území obce, jihozápadně od zastavěného území obce se nachází koupaliště a kemp u rybníka Stejskal, západně od zastavěného území obce se nachází dvě haly a těsně za hranicí území obce se nachází samota Nové Dvory. Na východním okraji území obce poblíž areálu JEDU se nachází kaple u zaniklé obce Heřmanice, nedaleko také dvě zemědělské haly. Východně od zastavěného území obce se nachází v údolí Rouchovanky Texlův a Šabatův mlýn. Na jižní hranici území obce se nachází Bendův mlýn. Jižně od zastavěného území obce se nachází část obce Šemíkovice.
Jižní část území obce je součástí Přírodního parku Rokytná, na jihozápadním okraji území obce se na svazích údolí Rokytné nachází přírodní rezervace Knížecí seč, jižně se na svazích údolí Rokytné nachází přírodní rezervace Výrova skála. Součástí PR Výrova skála jsou památné stromy Dvojčata, jižně od Šemíkovic se nachází památný strom Knolův dub. Severně od zastavěného území obce se nachází vyhlídka na vodojemu.

## Historie
4000 let př. n. l. se na dvou lokalitách v katastru obce usídlil lid s moravskou malovanou keramikou. V pozdější době, vzniká v místě dnešních Rouchovan vymýcením lesa osada podkovovité podoby. První písemná zmínka o obci pochází z roku 1243, kdy jsou zmíněny jako ves Ruchowan, která patřila mezi zeměpanská sídla. V době panování Jana Jindřicha Lucemburského byly zadlužené Rouchovany prodány Bohušovi ze Steřice, roku 1343 pak Karel IV. pomohl Smilovi z Lichtenburka a majetek Rouchovan tak připadl právě Smilovi, po jeho smrti pak připadly zpět Janovi Jindřichovi Lucemburskému, který je pak odkázal roku 1366 synovi Prokopovi Lucemburskému. Prokop pak daroval vesnici a hrad Rabštejn Hynkovi z Kunštátu.
V roce 1353 byly Rouchovany již městečkem a roku 1369 získali občané městečka mílové právo a možnost odkazovat majetek závětí. V době válek mezi Matyášem Korvínem a Jiřím z Poděbrad byly okolní vesnice pobořeny a Rouchovany také značně poničeny a poklesly na dědinu, Matyáš Korvín zabavil Rouchovany majiteli Janu z Pernštejna a daroval je Jindřichovi z Lipé. Ten byl majitelem i blízkých Ivančic nebo Moravského Krumlova a tak se staly Rouchovany součástí ivančického panství.
Po jeho smrti pak Ivančice připadly Pertoldovi IV., ten však roku 1476 zastavil část majetků včetně Rouchovan Vilémovi z Pernštejna, ten se stal také poručníkem Pertoldova syna Jindřicha z Lipé. Ten se v dospělosti oženil s dcerou Viléma z Pernštejna a získal tak zpět zastavené rodinné statky včetně Rouchovan. V roce 1486 pak byly opět Rouchovany povýšeny na městečko, v tu dobu také jim byl udělen znak, který si nechaly roku 1497 potvrdit od Rudolfa II. V roce 1513 zemřel Jindřich z Lipé a majitelem Rouchovan se stal Jan z Lipé, pánům z Lipé Rouchovany patřily až do doby pobělohorské, kdy Pertoldovi VI. byly zabaveny majetky a on zemřel ve vězení. V roce 1622 pak získal od krále Ferdinanda II. krumlovské panství s Rouchovany Gundakar z Lichtenštejna, Lichtenštejnové byli majiteli panství až do roku 1848.
Roku 1604 byla v Rouchovanech postavena budova radnice. V roce 1629 vyhořel kostel Nanebevzetí Panny Marie, ten pak byl v roce 1853 přebudován do nynější podoby, roku 1629 pak byl také od kostela přemístěn hřbitov na místo za vesnicí. Během třicetileté války byly Rouchovany poničeny a obec se velmi zadlužila, při vpádu švédských vojsk do Rouchovan uteklo mnoho obyvatel do okolních lesů. Roku 1805 vtrhli do vesnice francouzští vojáci a následně neopatrným chování vznikl velký požár, který poničil velkou část Rouchovan. Po roce 1850 v obci byly založeny peněžní ústavy, sbor hasičů (1892) nebo pošta, roku 1895 byla postavena nová školní budova.
Roku 1906 byl do obce zaveden telegraf a roku 1910 telefonní přípojka. V roce 1914 byla vesnice elektrifikována, roku 1924 byla postavena měšťanská škola, roku 1928 sokolovna, roku 1931 odborná škola hospodářská a v roce 1938 mlékárna. Během druhé světové války byly roku 1941 odvlečeni čtyři občané Rouchovan, vrátili se během války zpět. Byly rekvírovány zvony kostela a na konci války byla vesnice bombardována a při tom zemřelo 6 lidí.
Po skončení druhé světové války bylo postaveno roku 1951 koupaliště a rozveden vodovod, mezi lety 1955 a 1962 byl postaven nový sportovní stadion. V roce 1959 byla postavena nová hasičská zbrojnice, v roce 1982 pak bylo vybudováno obchodní středisko a roku 1984 mateřská škola. Po roce 1990 byla dobudována kanalizace a provedena plynofikace obce.
Do roku 1849 patřily Rouchovany do krumlovského panství, od roku 1850 patřily do okresu Moravský Krumlov, pak v letech 1942 – 1945 do okresu Moravské Budějovice, pak opět do okresu Moravský Krumlov a od roku 1960 jsou součástí okresu Třebíč. V roce 1852 se součástí obce staly i vesnice Přešovice, Heřmanice a Šemíkovice. Roku 1976 se pak sloučily vesnice Rouchovany a Heřmanice, roku 1980 se sloučily Rouchovany a Přešovice.

### Spolky

#### Literátské bratrstvo
V roce 2013 byla objevena na rouchovanské faře zakládací listina literátského bratrstva z 27. února 1613 psaná na pergamenu. Byla uložena v okresním archivu v Třebíči a je součástí archivu městečka Rouchovany.

#### Dobrovolný sbor hasičský
Sbor založil roku 1882 c.k. poštmistr a starosta obce Jan Kment s nadučitelem Václavem Všetečkou, SDH Rouchovany vlastní dvouproudní stříkačku z roku 1897.

#### Myslivecký spolek Rouchovany
V roce 2017 měl 19 členů, 1 adepta a 3 čestné členy. Výkon práva myslivosti provádí v pronajaté honitbě o výměře 1576 hektarů.

#### Moravský rybářský svaz, pobočný spolek Rouchovany
Obhospodařuje rybářské revíry Rokytná 3 a Rokytná 3A.

#### Sokolská jednota, župa plukovníka Švece[17]
Roku 1891 chodili členové na cvičení do Skryjí, kde se cvičilo na pile L. Rosenbauma, v Rouchovanech se cvičilo ve stodole pana Štěpánka (dům č. 13 proti škole). Roku 1892 byl jednotě darován prapor, roku 1928 z darů občanů byla postavena budova sokolovny.

#### Divadelní a loutkový soubor
V roce 1896 byla založena Svatojosefská jednota, divadlo se hrálo v radnici. Roku 1918 byl založen divadelní soubor Sokola, o prázdninách 1918 účinkoval i osmnáctiletý Vítězslav Nezval jako Vojnar ve Vojnarce. Roku 1924 bylo založeno loutkové divadlo Sokola, loutky pořízeny od firmy Petrus z Třebíče. Roku 1928 byla postavena sokolovna, v jejímž suterénu se dodnes hraje loutkové divadlo. Rouchovanští loutkaři každý rok přes zimu nacvičí a na jaře odehrají novou hru pro děti. V roce 2017 to byla pohádka Jak Kašpárek přechytračil draka.
Divadlo se hrálo v Rouchovanech i za války, pochopitelně pod hlavičkou MNS. V roce 1941 sehráli rouchovanští ochotníci hru Příklady táhnou od Jana Snížka, v roce 1942 hru Pasekáři, kterou napsal spisovatel František Sokol-Tůma.
Na divadelní hry spolku Aktivní matky navázal Rouchovanský ochotnický spolek RUM (Rouchovanští umělci), který měl v srpnu 2016 premiéru hrou Nájemníci pana Swana.

#### Oddíl kopané
V roce 1932 byl založen oddíl kopané v Rouchovanech, v roce 1950 byl připojen do spolku Sokol Rouchovany. V roce 1962 byl postaven stadion u sokolovny. V roce 1984 se fotbalisté spojily s fotbalovým týmem z Fuchshainu a roku 1985 byla zastřešena tribuna stadionu. V roce 1998 oficiálně vznikl klub 1. SK Rouchovany a v roce 2002 bylo zatravněno hřiště.

#### Hudební skupiny
Historie dechové hudby v Rouchovanech začíná v době první republiky. Po druhé světové válce se z Rumunska vrátil do rodné vesnice Karel Nebert a převzal vedení rouchovanské kapely. Na posledním všesokolském sletu v roce 1948 měla kapela 49 členů. Současný kapelník dechové hudby Rouchovanky, Stanislav Slatinský, kapelu převzal v r. 2001 s pěti muzikanty.
V roce 1967 založil učitel František Sobotka skupinu Star. V roce 1969 se začíná formovat po boku skupiny Star nová kapela Orfeus, v které se za padesát let existence vystřídalo na hráčských a pěveckých postech 51 muzikantů.
Další kapely z Rouchovan jsou hard rocková skupina Cayman nebo heavy metalová skupina Vanderoy.

### Svatováclavské hody
Hody jsou všeobecně vnímány jako oslava sklizně a úrody. První hody na svátek sv. Václava (28. září) se konaly v Rouchovanech už v roce 1930. Domluvily se na tom spolky TJ Sokol a M.J.R.D. Řízením hodů byl pověřen Vratislav Bělík, který další rok navrhl a obstaral čtyři ženské kroje, vesty pro stárky byly zakoupeny až v roce 1933. Tyto první kroje byly pořízeny a zaplaceny republikánským dorostem. V roce 1947 zavádělo 8 krojovaných plus chasa, dnes pravidelně zavádí 12 krojovaných párů.
"Róchovské hode" byly v roce 2021 zapsány na Seznam nemateriálních statků tradiční lidové kultury Kraje Vysočina.

### Výstavy a výroční trhy
V 19. století se v Rouchovanech vyrábělo hrnčířské nádobí, které se vozilo až do Vídně na trhy. Výrobce se nazýval místním nářečím toufarník.
V roce 1900 se konala v Rouchovanech krajinská hospodářsko-průmyslová výstava v budově obecní školy a různých budovách a pozemcích obecních. Výroční trhy se konaly v Rouchovanech čtyřikrát do roka, první den byl vždy trh na dobytek, druhý den na zboží. V roce 1936 byly trhy 7.–8. dubna, 16.–17. června, 1.–2. září, 22.–23. prosince.
- 9. září v neděli – výstavu zahájil starosta Jan Kočí, odpoledne slavnost obžínková, večer věneček s hudbou pana Černého.
- 10. září – výstava dobytka a zvířectva (45 vystavovatelů), plodiny (6 vystavovatelů), stroje hospodářské (28 vystavovatelů), živnostníci (30 vystavovatelů)
- 11. září – závody v orání, odpoledne koncert
- 12. září – hromadné návštěvy spolků, odpoledne přednášky
- 13. září – hromadné návštěvy školních dětí, odpoledne rozdílení odměn

## Současnost
V obci stojí škola T. G. Masaryka, jejíž budovu prezident první Československé republiky navštívil. V roce 2017 byl v Rouchovanech otevřen zimní stadion s rolbovanou lední plochou. Obec provozuje veřejné tábořiště u přírodního rybníka Stejskal.

## Obyvatelstvo
| Rok            | 1869 | 1880 | 1890 | 1900 | 1910 | 1921 | 1930 | 1950 | 1961 | 1970 | 1980 | 1991 | 2001 |
| Počet obyvatel | 1393 | 1376 | 1353 | 1473 | 1454 | 1547 | 1573 | 1303 | 1353 | 1252 | 1201 | 1098 | 1101 |

K 31. prosinci 2017 žilo v Rouchovanech 1106 obyvatel a v Šemikovicích 70 obyvatel. Dle sčítání lidu ze dne 31. prosince 1900 bylo v Rouchovanech 101 koní, 438 kusů hovězího dobytka a 251 prasat.

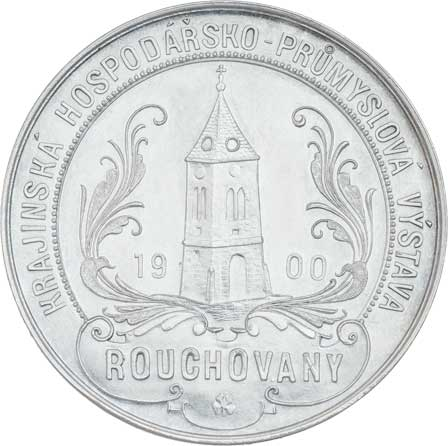
Medaile z výstavy roku 1900 (sign.: Šmakal 1900, Ag 47mm, 33g)
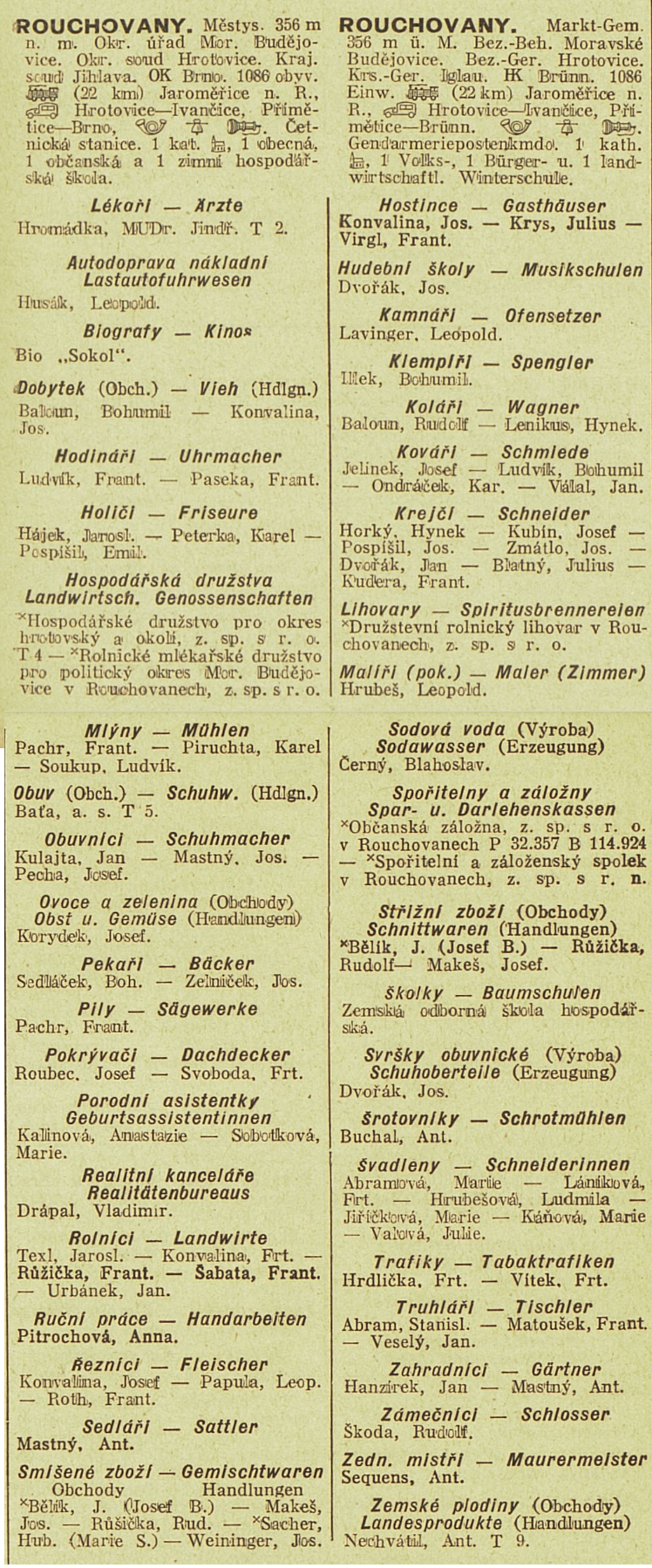
Řemesla provozovaná v Rouchovanech v roce 1939
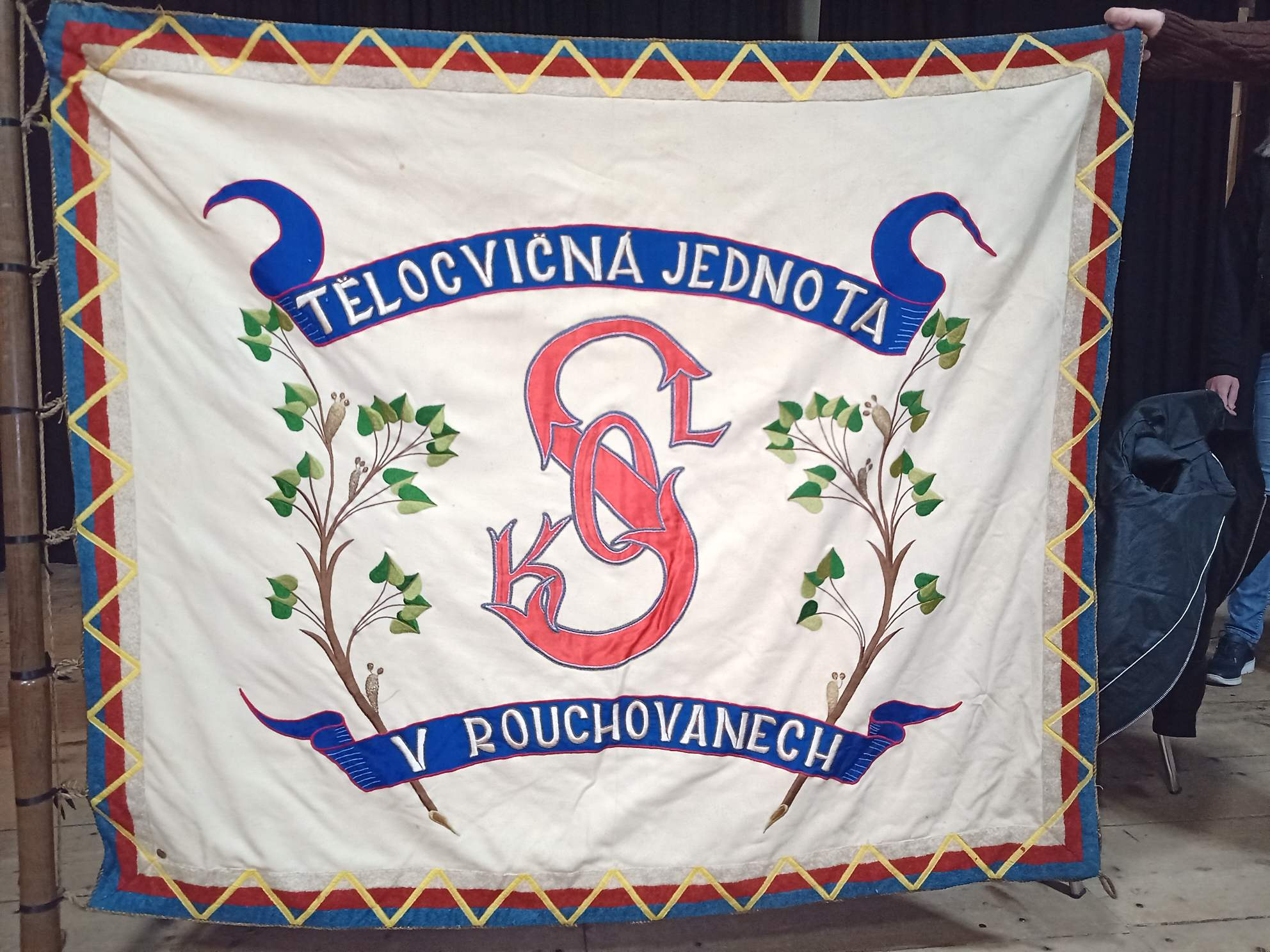
Sokolský prapor z roku 1948

## Politika

### Volby do místního zastupitelstva
V obecních volbách, které se konaly 27. září 1931, nekandidovala žádná levicová strana (sociální demokraté, komunisté) ale ani fašisté. Nejvíce hlasů obdrželi republikáni 344, živnostníci 63, lidovci 73, národní socialisté 69.

### Volby do Poslanecké sněmovny
|       | 2006                | 2010                | 2013                | 2017                | 2021                |
| ----- | ------------------- | ------------------- | ------------------- | ------------------- | ------------------- |
| 1.    | ČSSD (37,91 %)      | ČSSD (27,19 %)      | ČSSD (45,05 %)      | ANO (25,96 %)       | ANO (30,2 %)        |
| 2.    | ODS (28,59 %)       | ODS (16,81 %)       | ANO 2011 (13,37 %)  | ČSSD (23,8 %)       | SPOLU (21,14 %)     |
| 3.    | KSČM (13,27 %)      | VV (13,3 %)         | KSČM (11,19 %)      | SPD (12,74 %)       | SPD (12,4 %)        |
| účast | 70,79 % (635 z 897) | 73,33 % (690 z 941) | 72,26 % (693 z 959) | 68,16 % (653 z 958) | 67,63 % (633 z 936) |

### Volby do krajského zastupitelstva
|      | 1.             | 2.                       | 3.                    | účast               |
| ---- | -------------- | ------------------------ | --------------------- | ------------------- |
| 2000 | ODS (25,79 %)  | KSČM (25,15 %)           | 4KOALICE (24,84 %)    | 40,64 % (339 z 834) |
| 2004 | ODS (33,02 %)  | ČSSD (23,98 %)           | KSČM (17,13 %)        | 36,96 % (323 z 874) |
| 2008 | ČSSD (47,58 %) | ODS (23,06 %)            | KDU-ČSL (10,06 %)     | 52,47 % (478 z 911) |
| 2012 | ČSSD (25,06 %) | KSČM (21,44 %)           | ODS (15,66 %)         | 48,25 % (466 z 972) |
| 2016 | ČSSD (42,81 %) | ANO 2011 (11,6 %)        | KDU-ČSL (10,49 %)     | 38,09 % (366 z 961) |
| 2020 | ANO (21,91 %)  | ČSSD (18,35 %)           | Piráti (14,24 %)      | 38,7 % (368 z 951)  |
| 2024 | ANO (39,69 %)  | ODS+TOP 09+STO (18,76 %) | STAN+SNK ED (10,15 %) | 34,96 % (329 z 941) |

### Prezidentské volby
V prvním kole prezidentských voleb v roce 2013 první místo obsadil Miloš Zeman (184 hlasů), druhé místo obsadil Jan Fischer (139 hlasů) a třetí místo obsadil Jiří Dienstbier (98 hlasů). Volební účast byla 70,01 %, tj. 663 ze 947 oprávněných voličů. V druhém kole prezidentských voleb v roce 2013 první místo obsadil Miloš Zeman (428 hlasů) a druhé místo obsadil Karel Schwarzenberg (211 hlasů). Volební účast byla 68,19 %, tj. 643 ze 943 oprávněných voličů.
V prvním kole prezidentských voleb v roce 2018 první místo obsadil Miloš Zeman (290 hlasů), druhé místo obsadil Jiří Drahoš (147 hlasů) a třetí místo obsadil Pavel Fischer (63 hlasů). Volební účast byla 67,79 %, tj. 642 ze 947 oprávněných voličů. V druhém kole prezidentských voleb v roce 2018 první místo obsadil Miloš Zeman (416 hlasů) a druhé místo obsadil Jiří Drahoš (268 hlasů). Volební účast byla 72,18 %, tj. 685 ze 949 oprávněných voličů.
V prvním kole prezidentských voleb v roce 2023 první místo obsadil Andrej Babiš (274 hlasů), druhé místo obsadil Petr Pavel (189 hlasů) a třetí místo obsadila Danuše Nerudová (104 hlasů). Volební účast byla 75,24 %, tj. 699 ze 929 oprávněných voličů. V druhém kole prezidentských voleb v roce 2023 první místo obsadil Petr Pavel (363 hlasů) a druhé místo obsadil Andrej Babiš (325 hlasů). Volební účast byla 74,70 %, tj. 694 ze 929 oprávněných voličů.

## Mlýny
K Rouchovanům patří pět mlýnů na potoku Rouchovanka, jejich názvy jsou:
- Pachrův mlýn[58], roku 1910 se nazýval Roháčův[59]
- Urbánkův mlýn[60], roku 1910 se nazýval Pelebaumův[59]
- Soukupův mlýn[61], roku 1910 se nazýval Zárubský nebo Zárubův[59]
- Texlův mlýn[62], roku 1910 se nazýval Loupalův[59]
- Šabatův mlýn[63], roku 1910 se nazýval Piruchtův[59]

## Části obce
- Rouchovany (k. ú. Rouchovany a Heřmanice u Rouchovan)
- Šemíkovice (k. ú. Šemíkovice)

## Farnost Rouchovany
Římskokatolická farnost Rouchovany se nachází v brněnské diecézi, v třebíčském děkanství. Do farnosti patří 3 obce:
- Rouchovany
- Přešovice
- Šemíkovice

a také dvůr Boříkovice a statek Nové Dvory. Do roku 1975 do farnosti patřily i 3 zaniklé vsi:
- Heřmanice
- Lipňany
- Skryje

## Pamětihodnosti
- Rouchovanská madona ze 14. století[65]
- kostel Nanebevzetí Panny Marie[66][67]
- boží muka z roku 1740 u čp. 215[68][69]
- socha svatého Jana Nepomuckého[70]
- škola - působiště rodičů Vítězslava Nezvala[71]
- barokní fara z 18. století[70]
- Rouchovanská věž ze 16. století[72]
- pomník Obětem 1. a 2. světové války s bustou TGM[73]
- virtuální Pomník korupce[74]

## Galerie

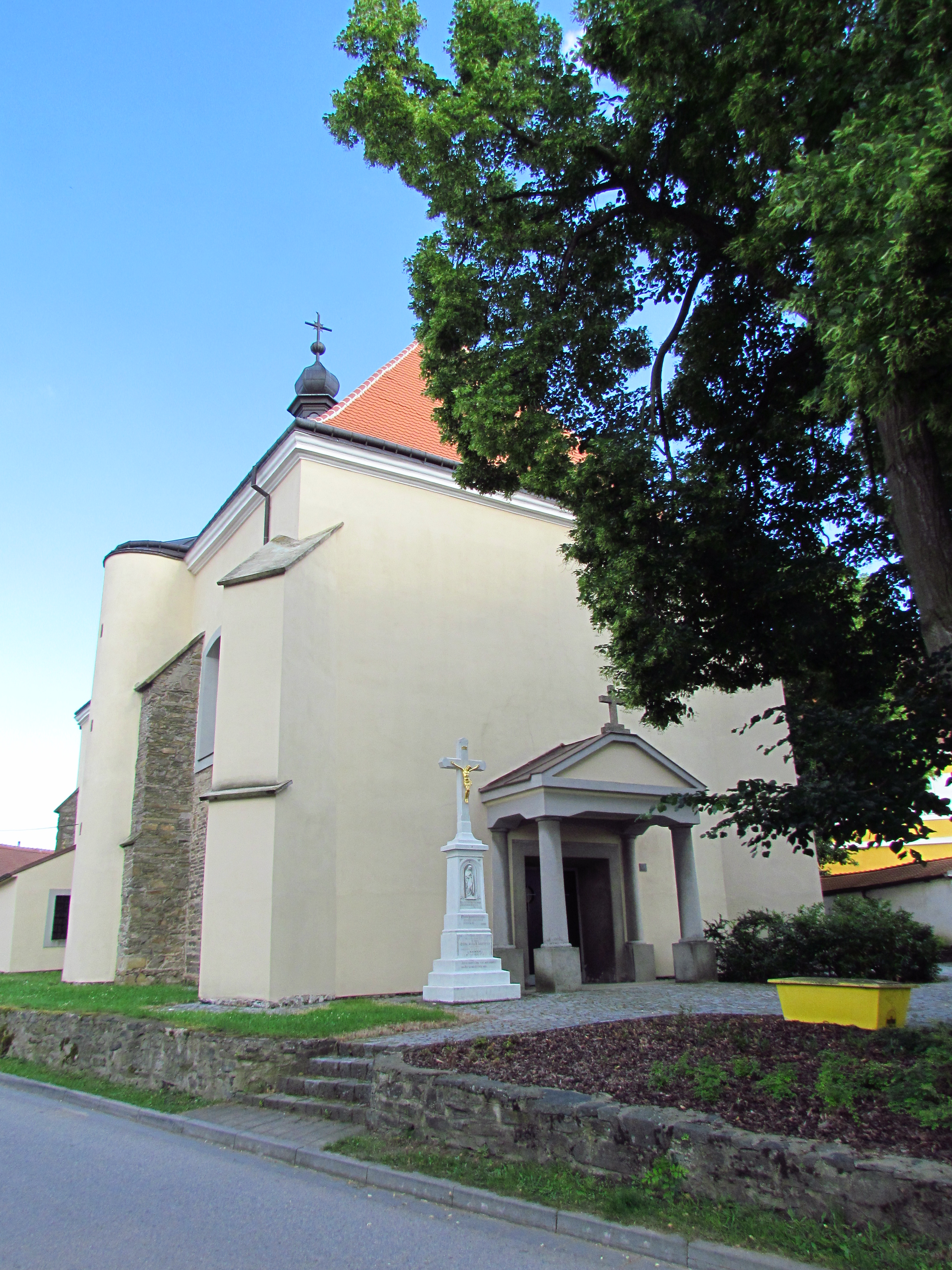
Kostel Nanebevzetí Panny Marie
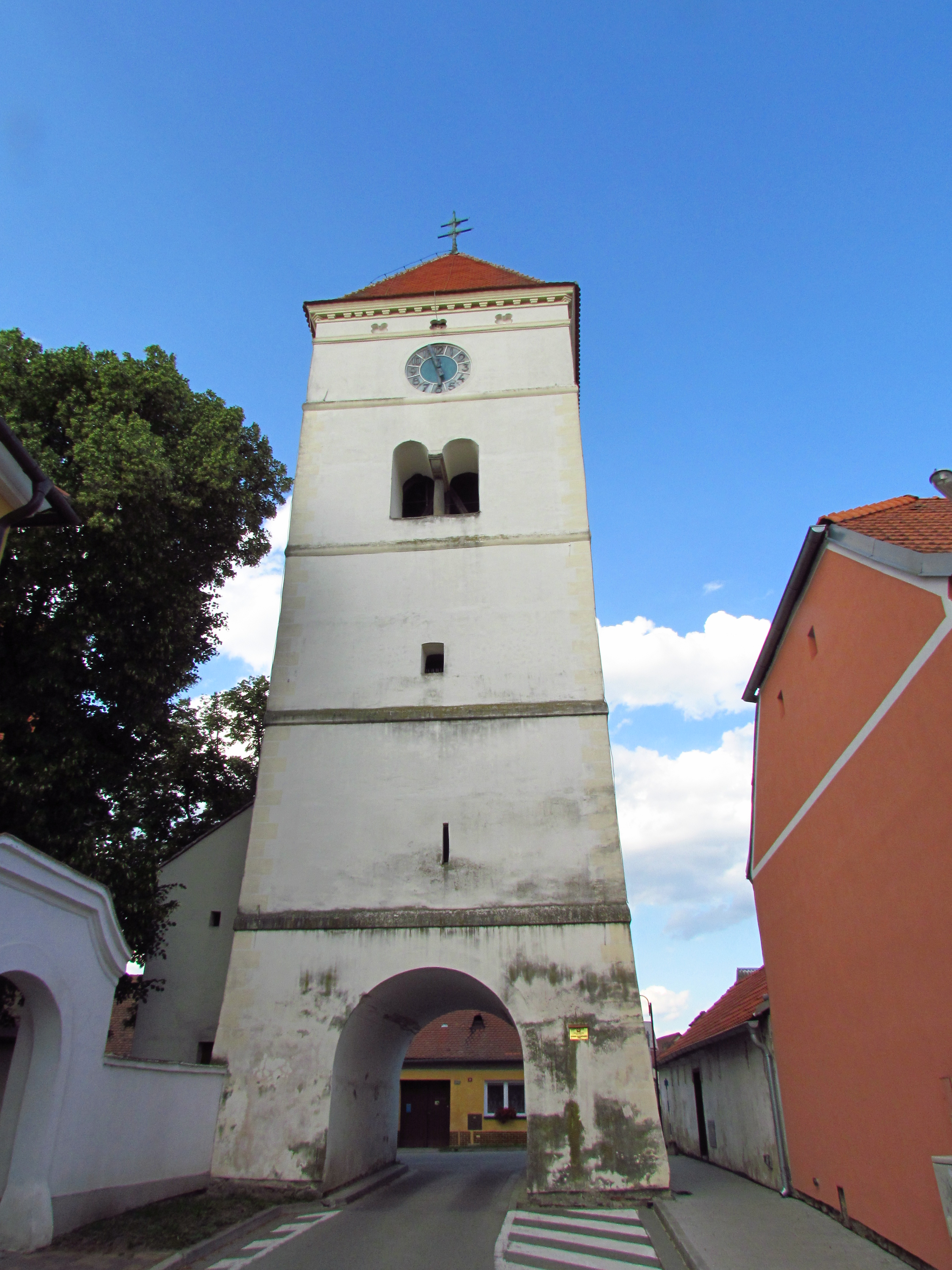
Obecní věž
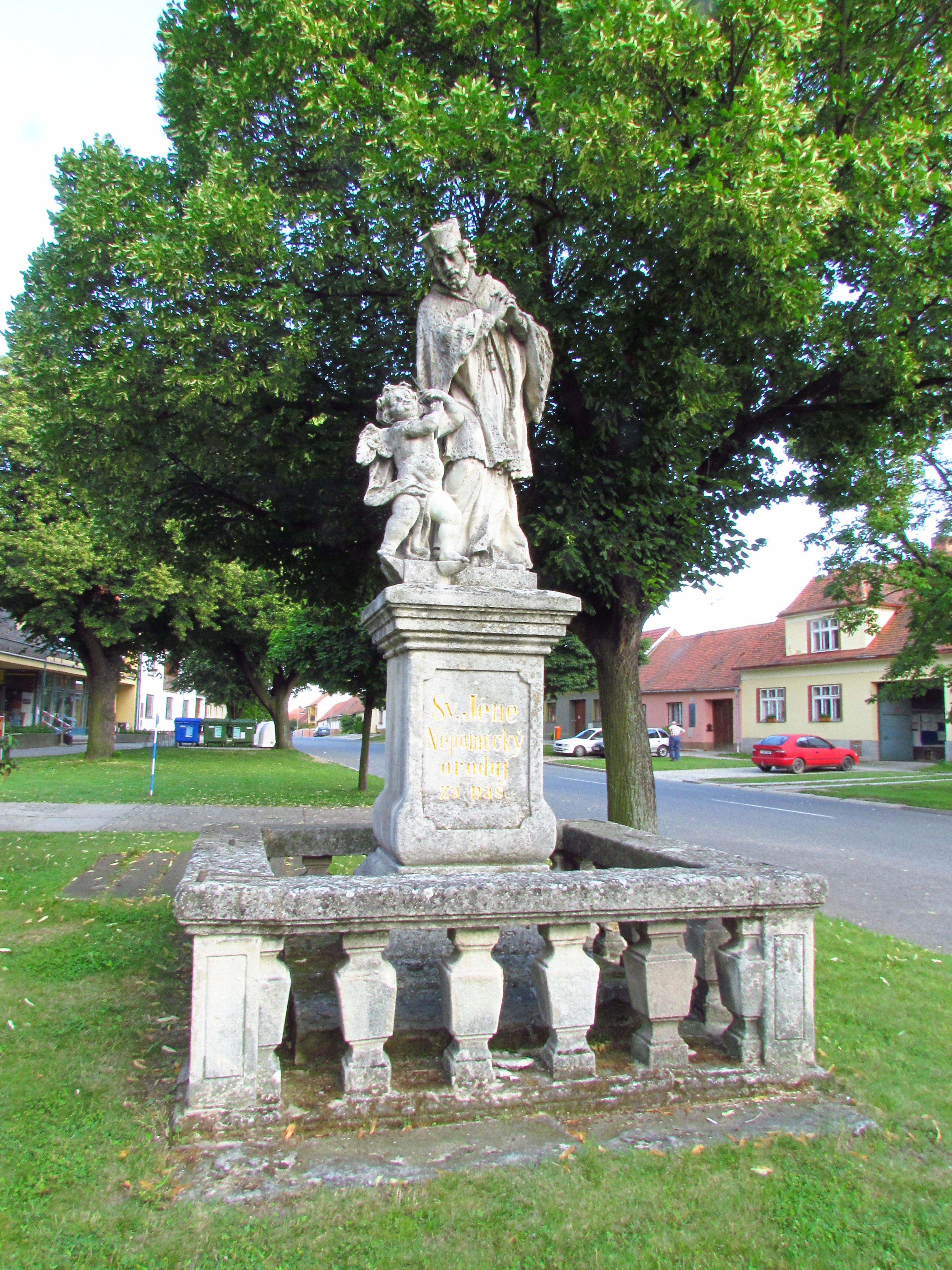
Socha sv. Jana Nepomuckého
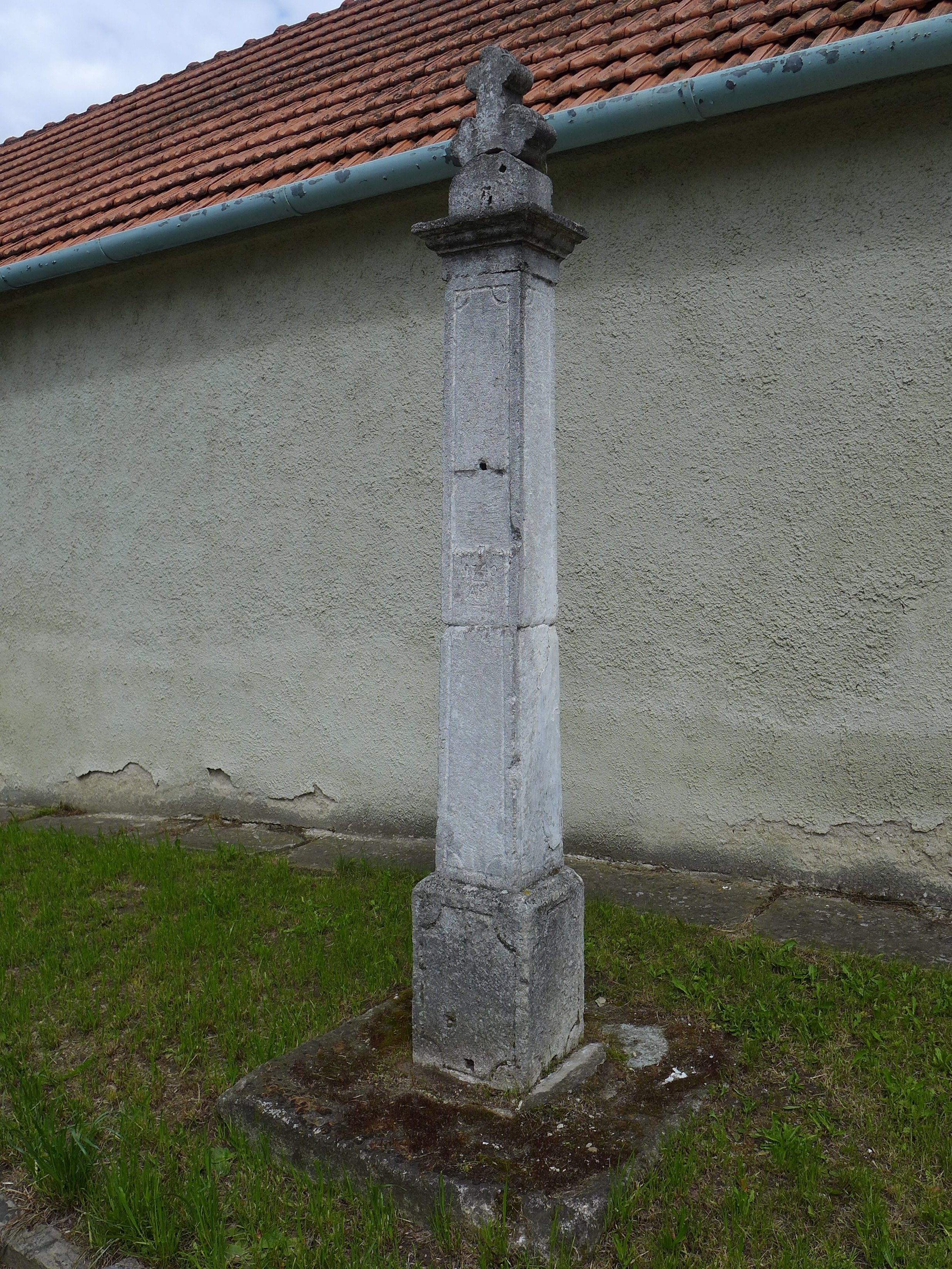
Boží muka
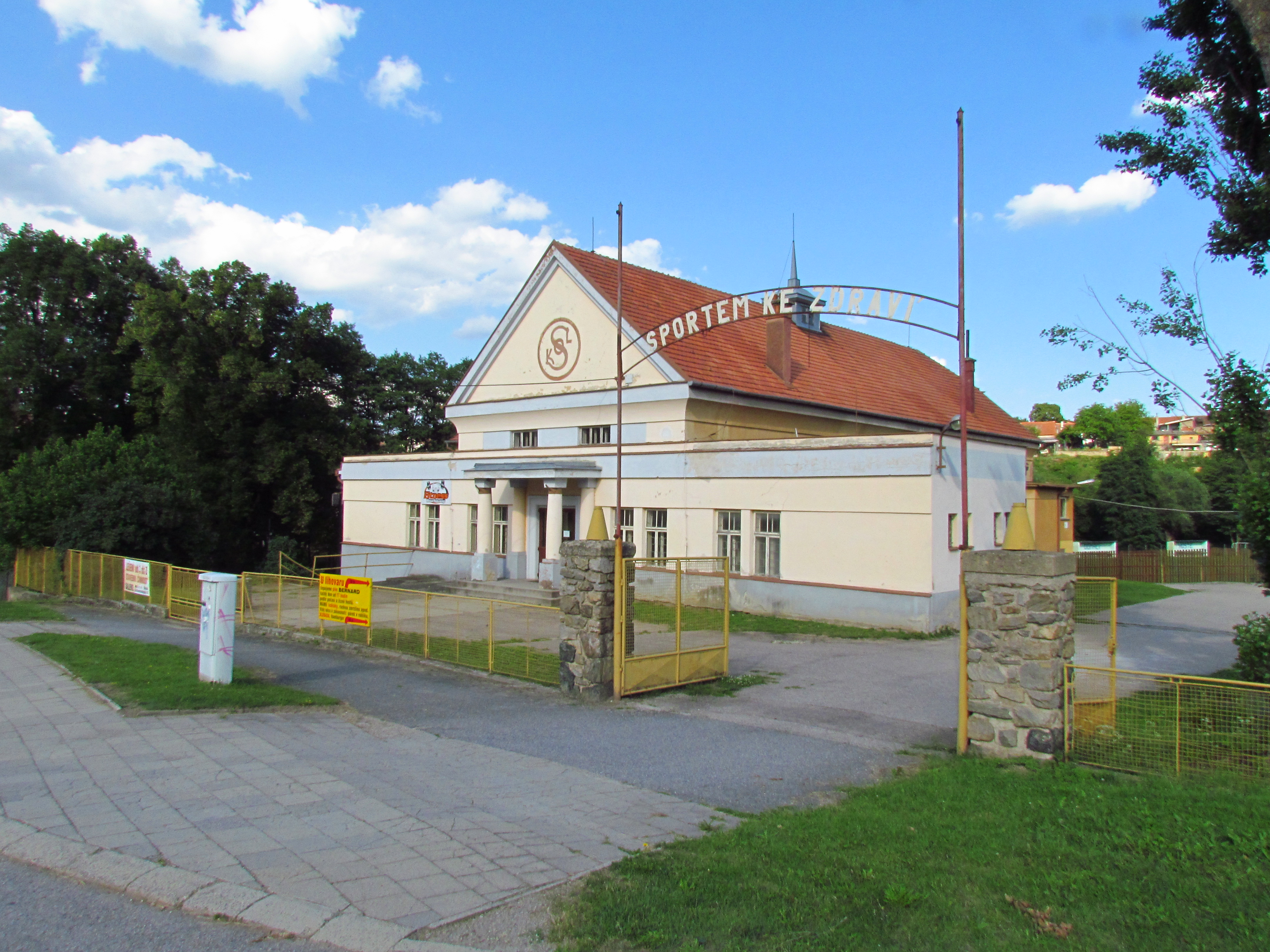
Sokolovna

## Významné osobnosti
- Bohumil Baloun (1908–?), voják
- Vratislav Bělík (1900–1988), spisovatel
- Anna Cydrichová (1903–1994), spisovatelka
- Antonín Foretník (1900–1942), elektromontér a odbojář
- Jitka Hromádková (1924–1962), pediatrička
- Jan Illek (1912–?), řezník a pilot
- Richard Knoll (1893–1973), kynolog
- Amálie Kutinová (1898–1965), spisovatelka
- Oldřich Mikula (1908–1978), voják
- Karel Nebert (1890–1978), skladatel
- Jan Novák (1925–1980), básník
- Vítězslav Nezval (1900–1958), básník
- Rudolf Pavlíček (1873-1944), ředitel školy a kronikář
- František Rosenbaum (1827–1905), podnikatel a politik, zemský poslanec
- František Vocelka (1819–1869), skladatel
- František Všetečka (1871–1948), duchovní